# Иширков, Анастас
Анастас Тодоров Иширков (5 апреля 1868, г. Ловеч — 6 апреля 1937, София) — болгарский учёный, географ и этнограф. Педагог, профессор (с 1903), доктор наук, академик Болгарской академии наук (с 1904). Основоположник географической науки в Болгарии. Инициатор создания в 1918 Болгарского географического общества.

## Биография
Благодаря стипендии Министерства образования, окончил историческое отделение Высшей школы в Софии (ныне Софийский университет). После окончания в 1891 работал преподавателем в Варненской мужской школе.
В 1892 году прошёл специализацию по курсу славянской филологии в Лейпциге, где слушал лекции по географии профессора Фридриха Ратцеля.
В августе 1895 защитил докторскую диссертацию на тему «Южная Болгария».
После возвращения на родину в 1895 был назначен учителем географии столичной гимназии.
В следующем году А. Иширков был направлен Министерством образования в Берлинский университет, где продолжил специализацию в области географии под руководством Фердинанда фон Рихтгофена.
С 1898 по 1933 — на преподавательской работе в Софийском университете. Читал лекции по географии и общей этнографии. Прошёл путь от доцента до заведующего кафедрой, профессора, декана, а затем ректора университета (1915—1916).
С 1904 член Болгарской академии наук.
С 1920 одновременно преподавал географию в столичном Свободном университете политических и хозяйственных наук.
Инициатор создания и руководитель Болгарского географического общества (1918). Член-основатель Болгарского археологического института (1920). Член редакций изданий «Български преглед», «Българска библиотека» (Лейпциг), «Австрийска библиотека» (Вена), «Географска библиотека» (София).
Как знаток болгарского национального вопроса в составе болгарской делегации после окончания Второй Балканской войны в 1913 принимал участие в заключении мирного договора в Бухаресте и первом составе делегации Болгарии на мирных переговорах в Брест-Литовске (1917—1918). Принимал участие в подготовке меморандума Парижской мирной конференции (1919).
В связи с тяжелой болезнью в 1933 оставил преподавательскую деятельность. Завещал Софийскому университету 900 000 левов.
Умер от рака.

## Научная деятельность
Профессор Анастас Иширков внëс значительный вклад в развитие географической науки в целом, и, в частности, антропо- и политической географии. Особое внимание в его работах уделено проблемам народонаселения и населëнных пунктов Болгарии.
Читал курс лекций не только по географии, но и геоморфологии, климатологии, гидрологии, антропогеографии, политической и исторической географии, во многом повлиял на определение основных задач и направлений в развитии этих наук.
Заложил основы географической науки в Болгарии.

## Избранные научные труды
Автор целого ряда работ:
- Изследвания за Македония (1893)
- Anastas Ischirkoff, Südbulgarien. Universität Leipzig. 1896
- Étude sur l’ethnographie des Slaves de Macédoine (1907)
- Девненските извори и тяхното поселищно и стопанско значение (1906)
- Принос към етнографията на македонските славяни" (1907)
- Принос към географията на Княжество Бълчария ч. I и II (1907)
- Западната граница на Македония и албанците (1908)
- България (1910)
- Впечатления от Македония (1910)
- Град Солун. Политико-географски и народостопански бележки (1911)
- Град София през XVII век (1912)
- A. Ishirkov, Oro-und Hydrographie von Bulgarien. Aus dem Bulgarischen hrsg. von A. Kassner, mit 1 Karte und 35 Abbildungen im Text (Zur Kunde der Balkanhalbinsel. I. Reisen und Beobachtungen …, Heft 17). Im Kommissionsverlag von J. Studnička & Co., Sarajevo (1913)
- Орография и хидрография на България (1913)
- Чалъкавашкият проход в Стара планина (1913)
- България и Бяло море. Политико-географски чъртици (1914)
- Упътване към изучаване селищата в българските земи (1914)
- Западните краища на Българската земя. Бележки и материали (1915)
- Охридското езеро и град Охрид (1915)
- Брой на българите (1916)
- А. Ischirkow, Die westlichen Teile der bulgarischen Gebiete, 1915
- Die Bulgaren — ihre historische, ethnografische und politische Grenzen. Geographische Mitteilungen 1915, hrsg. von Prof. Anastas Ischirkoff. (Atlas mit 40 Karten).
- A. Ischirkoff, Bulgarien, Land und Leute. 1. Teil (Allgemeines, Paläogeographie, Oberflächengestaltung, Klima, Pflanzenleben, Tierwelt). 1916
- Добруджа. География, история, етнография (съавтор)(1918)
- Prof. Dr. A. Ischirkoff. Le nom de Bulgare — Eclaircissement d´Histoire et ´Etnographie, 1918
- Град Враня и Вранско" (1918)
- Ischirkoff, A., La Macedonie et la Constitution de l´Exarchat bulgare (1830 á 1897), (1918)
- Ischirkoff, A., La Bulgarie et le Mer Egee. Le probleme de la Thrace, (1919)
- Ischirkoff, A., La Bulgarie et la Dobroudja (Pochon-Jent & Bühler), (1919)
- България. Географски бележки (1919)
- Западна Тракия и договорът за мир в Ньой (1920)
- Походът на Владислав Варненчик в България 1443—1444 г. (1923)
- Характерни черти на градовете в Царство България (1925)
- Град Ловеч. Географско положение (1929)
- Река Осъм (1930)
- Стари описания на Ловеч (1931)
- Анастас Хитров, В: Ловеч и Ловчанско. Географско, историческо и културно описание., Кн. 4. (1932)
- Ловчанци и освободителното движение на България (1932)
- Иширков, Ан., Ковачев, Н. Българска ономастика. (1989) и др.

## Память
- Почётный гражданин города Ловеч.
- В память географа и этнографа Иширкова названо село Професор-Иширково в Силистренской области Болгарии, а также улицы в Софии и Ловече.
- В 1985 г. учреждена Медаль «Анастас Иширков», которой награждаются особо отличившиеся научные работники и почётные члены Болгарского географического общества.